# Lo nuestro
Lo nuestro es el vigésimo tercer álbum del Binomio de Oro de América lanzado el 6 de septiembre de 1995 bajo el sello Codiscos en el cual se encuentran canciones tales como: Chucurruchucuchú, Amor de poesia y Testimonio ambos de la autoría de Israel Romero, Locamente enamorado bajo la autoría de Jean Carlos Centeno, Cómo negar tus besos de Fabián Corrales, El Forastero de José Alfonso "Chiche" Maestre, Dejalos que digan de Julián Rojas, Lo que quieras de mí de Luis Egurrola entre otras, en la producción entra a la agrupación José Fernando Romero sobrino de Israel Romero como segundo acordeonero.

## Canciones
1. Chucurrucuchu (Israel Romero/Fidel Corzo) Acordeón: Israel Romero/José Fernando Romero 5:09
2. Locamente enamorado (Jean Carlos Centeno) Acordeón: Israel Romero 4:38
3. Como negar tus besos (Fabián Corrales) Acordeón: Israel Romero 4:32
4. Sin motivos (Nicolás "Colacho" Mendoza) Acordeón: Israel Romero 4:40
5. Enamórate (Wilmar Bolaños) Acordeón: Israel Romero 4:13
6. Lo que quieras de mi (Luis Egurrola) Acordeón: José Fernando Romero 4:03
7. Déjalos que digan (Julián Rojas) Acordeón: Israel Romero/José Fernando Romero/Julián Rojas 4:18
8. Amor de poesía (Israel Romero) Acordeón: José Fernando Romero/Henry Ortiz Cantan: Israel Romero y Jean Carlos Centeno 4:58
9. Mujer celosa (Jhon González) Acordeón: Israel Romero/José Fernando Romero 3:48
10. El forastero (José Alfonso "Chiche" Maestre) Acordeón: Israel Romero 4:56
11. Testimonio (Israel Romero) Acordeón: Israel Romero 4:21

## Detalles del disco
la producción del trabajo discográfico tuvo éxito en las diferentes emisoras de Colombia y también en el vecino país de Venezuela y arrollaba en ventas millonarias.
- Datos: Q65164075